# Tangkoko
Der Tangkoko ist ein 1149 m hoher Stratovulkan auf der indonesischen Insel Sulawesi in der Provinz Sulawesi Utara. Der Vulkangipfel hat einen Krater. An der Ostflanke befindet sich der flache Lavadom Batu Angus. Historische Aufzeichnungen belegen nur Vulkanaktivitäten für das 19. Jahrhundert. Der Vulkan gehört zum Teil zum Schutzgebiet Tangkoko Duasaudara.